# Кабанбай (Урджарский район)
Кабанбай (каз. Қабанбай, до 1993 г. — Кызылказах) — село в Урджарском районе Абайской области Казахстана. Входит в состав Бестерекского сельского округа. Код КАТО — 636443300.

## Население
В 1999 году население села составляло 701 человек (356 мужчин и 345 женщин). По данным переписи 2009 года, в селе проживал 591 человек (304 мужчины и 287 женщин).